# Envalh
Enval és un municipi francès situat al departament del Puèi Domat i a la regió d'Alvèrnia-Roine-Alps. L'any 2007 tenia 1.450 habitants.

## Demografia

### Població
El 2007 la població de fet d'Enval era de 1.450 persones. Hi havia 500 famílies de les quals 104 eren unipersonals (32 homes vivint sols i 72 dones vivint soles), 144 parelles sense fills, 228 parelles amb fills i 24 famílies monoparentals amb fills.
La població ha evolucionat segons el següent gràfic:
Habitants censats

### Habitatges
El 2007 hi havia 539 habitatges, 501 eren l'habitatge principal de la família, 13 eren segones residències i 24 estaven desocupats. 509 eren cases i 29 eren apartaments. Dels 501 habitatges principals, 395 estaven ocupats pels seus propietaris, 99 estaven llogats i ocupats pels llogaters i 7 estaven cedits a títol gratuït; 4 tenien una cambra, 18 en tenien dues, 76 en tenien tres, 149 en tenien quatre i 255 en tenien cinc o més. 406 habitatges disposaven pel capbaix d'una plaça de pàrquing. A 170 habitatges hi havia un automòbil i a 316 n'hi havia dos o més.

### Piràmide de població
La piràmide de població per edats i sexe el 2009 era:
| Homes | Edats   | Dones |
| ----- | ------- | ----- |
| 0     | 95 o +  | 0     |
| 0     | 90 a 94 | 8     |
| 0     | 85 a 89 | 0     |
| 0     | 80 a 84 | 8     |
| 4     | 75 a 79 | 24    |
| 24    | 70 a 74 | 24    |
| 32    | 65 a 69 | 12    |
| 28    | 60 a 64 | 32    |
| 24    | 55 a 59 | 32    |
| 48    | 50 a 54 | 68    |
| 64    | 45 a 49 | 44    |
| 72    | 40 a 44 | 44    |
| 60    | 35 a 39 | 80    |
| 36    | 30 a 34 | 32    |
| 48    | 25 a 29 | 32    |
| 12    | 20 a 24 | 36    |
| 72    | 15 a 19 | 32    |
| 72    | 10 a 14 | 48    |
| 56    | 5 a 9   | 48    |
| 48    | 0 a 4   | 24    |

## Economia
El 2007 la població en edat de treballar era de 980 persones, 673 eren actives i 307 eren inactives. De les 673 persones actives 623 estaven ocupades (335 homes i 288 dones) i 50 estaven aturades (22 homes i 28 dones). De les 307 persones inactives 107 estaven jubilades, 111 estaven estudiant i 89 estaven classificades com a «altres inactius».

### Ingressos
El 2009 a Enval hi havia 517 unitats fiscals que integraven 1.288 persones, la mediana anual d'ingressos fiscals per persona era de 23.638,5 €.

### Activitats econòmiques
Dels 53 establiments que hi havia el 2007, 1 era d'una empresa alimentària, 3 d'empreses de fabricació d'altres productes industrials, 10 d'empreses de construcció, 16 d'empreses de comerç i reparació d'automòbils, 4 d'empreses de transport, 2 d'empreses d'hostatgeria i restauració, 1 d'una empresa financera, 1 d'una empresa immobiliària, 11 d'empreses de serveis, 1 d'una entitat de l'administració pública i 3 d'empreses classificades com a «altres activitats de serveis».
Dels 15 establiments de servei als particulars que hi havia el 2009, 1 era una oficina de correu, 3 tallers de reparació d'automòbils i de material agrícola, 1 paleta, 3 guixaires pintors, 1 fusteria, 1 lampisteria, 2 electricistes, 1 perruqueria, 1 restaurant i 1 tintoreria.
Dels 3 establiments comercials que hi havia el 2009, 1 era un hipermercat, 1 una fleca i 1 una sabateria.
L'any 2000 a Enval hi havia 15 explotacions agrícoles.

## Equipaments sanitaris i escolars
El 2009 hi havia 1 hospital de tractaments de mitja durada (seguiment i rehabilitació) i 1 farmàcia.
El 2009 hi havia una escola elemental.

## Poblacions més properes
El següent diagrama mostra les poblacions més properes.